# Basil Oberholzer
Basil Oberholzer (* 1990;  heimatberechtigt in Tablat) ist ein Schweizer Politiker (Grüne).

## Leben
Basil Oberholzer ist im Heiligkreuzquartier in St. Gallen aufgewachsen. Nach seinem Studium der Wirtschaftswissenschaften an der Universität Zürich leistete er Zivildienst im Solidaritätshaus Ostschweiz. Anschliessend schrieb er seine Dissertation über Geldpolitik und Ölmarkt an der Universität Freiburg. Oberholzer arbeitete 2018 bis 2021 als Ökonom beim Bundesamt für Umwelt in Bern und seither beim Global Green Growth Institute.

## Politik
Basil Oberholzer wurde in den Nullerjahren im Umfeld der globalisierungskritischen Bewegung und des Sozial- und Umweltforums Ostschweiz politisiert.
Von 2011 bis 2018 war er Mitglied des Stadtparlaments von St. Gallen, wo er von 2011 bis 2016 der Werkkommission angehörte.
2016 wurde Basil Oberholzer in den Kantonsrat von St. Gallen gewählt, wo er ab 2016 Ersatzmitglied der Redaktionskommission und ab 2017 Mitglied der Interessengruppe IG Natur und Umwelt des Kantonsrates war. Im Juni 2021 trat er aus beruflichen Gründen aus dem Kantonsrat zurück.
Basil Oberholzer war Mitinitiant und Kampagnenleiter der 2016 von den Jungen Grünen eingereichten und bei der Abstimmung am 10. Februar 2019 abgelehnten Zersiedelungsinitiative.
Basil Oberholzer war Vorstandsmitglied des kantonalen Gewerkschaftsbundes St. Gallen und ist Vorstandsmitglied der Grünen St. Gallen.